# Wolf-Dieter Hütteroth
Wolf-Dieter Hütteroth (* 28. November 1930 in Königsberg in der Neumark; † 9. November 2010) war ein deutscher Geograph und Hochschullehrer.

## Leben
Hütteroth studierte an der Philipps-Universität Marburg und wurde 1953 Mitglied des Corps Guestphalia Marburg.
Mit einer Doktorarbeit bei Kurt Scharlau promovierte er 1958 in Marburg zum Dr. phil., 1966 wurde er an der Georg-August-Universität Göttingen habilitiert. Ab 1967 war er Wissenschaftlicher Rat und Dozent an der Friedrich-Alexander-Universität Erlangen. Ab 1969 war er ordentlicher Professor an der Universität zu Köln. 1972 kehrte er als Lehrstuhlinhaber nach Erlangen zurück. Er befasste sich vor allem mit allgemeiner historischer Geographie, Länderkunde des islamischen Orients und geomorphologischen Prozessen. Er war ein ausgewiesener Kenner der Türkei und der Kurden. 1996 wurde er emeritiert.
Im Februar 2009 verlieh ihm der Marburger Fachbereich Geographie die Goldene Promotionsurkunde.
Sein Nachlass wird im Leibniz-Institut für Länderkunde in Leipzig verwahrt.

## Schriften
- Bergnomaden und Yaylabauern im mittleren kurdischen Taurus (= Marburger geographische Schriften. H. 11). Geographisches Institut der Universität Marburg, Marburg 1959 (Dissertation, Universität Marburg, 1958).
- Ländliche Siedlungen im südlichen Inneranatolien in den letzten vierhundert Jahren (= Göttinger geographische Abhandlungen. Bd. 46). Geographisches Institut der Universität Göttingen, Göttingen 1968 (Habilitationsschrift, Universität Göttingen, 1965).
- mit Kamal Abdulfattah: Historical geography of Palestine, Transjordan and Southern Syria in the late 16th century (= Erlanger geographische Arbeiten. Sonderband 5). Fränkische Geographische Gesellschaft, Erlangen 1977.
- Palästina und Transjordanien im 16. Jahrhundert: Wirtschaftsstruktur ländlicher Siedlungen nach osmanischen Steuerregistern (= Beihefte zum Tübinger Atlas des Vorderen Orients. Reihe B: Geisteswissenschaften. Nr. 33). Reichert, Wiesbaden 1978.
- Türkei. Wissenschaftliche Buchgesellschaft, Darmstadt  1982; 2., vollständig neubearbeitete Auflage (mit Volker Höhfeld) 2002, ISBN 978-3-534-13712-1.
- mit Nejat Göyünç: Land an der Grenze: Osmanische Verwaltung im heutigen türkisch-syrisch-irakischen Grenzgebiet im 16. Jahrhundert. Eren, Istanbul 1997.